# ویرژیل ۲۷۹۸
سیارک ۲۷۹۸ (به انگلیسی: 2798 Vergilius، نامگذاری:2009P-L) دو هزار و هفتصد و نود و هشتمین سیارک کشف شده‌است که در ۲۴ سپتامبر ۱۹۶۰ کشف شد.
قدر مطلق سیارک برابر ۱۳٫۱۰ است.